# Село Палицького Цегляного Заводу
Палицького Цегляного Заводу (рос. Паликского Кирпичного Завода) — село в Думіницькому районі Калузької області Російської Федерації.
Населення становить 448 осіб. Входить до складу муніципального утворення Присілок Буда.

## Історія
Від 2004 року входить до складу муніципального утворення Присілок Буда.

## Населення
| 2002 | 2010 |
| ---- | ---- |
| 443  | ↗448 |